# 革命 (andymoriのアルバム)
『革命』（かくめい）は、andymoriの3枚目のオリジナルアルバム。2011年6月8日発売。

## 概要
- 前作から約1年4ヶ月ぶりのオリジナルアルバム。
- 2010年12月に加入した新ドラマーの岡山健二が初めて制作に携わった作品であり、歌詞カードには岡山の描いたキャラクター「アンディ君」が挿絵として使われている。
- 「革命」、「Sunrise & Sunset」にはPVが作られた。

## 収録曲
作詞・作曲 小山田壮平
1. 革命
2. 楽園
3. Weapons of mass destruction
4. ユートピア
5. スーパーマンになりたい
6. ダンス
7. ボディーランゲージ
8. Peace
9. 無までの30分
10. Sunrise & Sunset
11. 投げKISSをあげるよ